# Ágios Pandeleímonas
Ágios Pandeleímonas (en grec moderne : Άγιος Παντελεήμονας, en français : Saint Pantéleimon) est nommé en référence au saint du même nom (Pantaléon de Nicomédie) et à l'église éponyme. Il s'agit d'un quartier d'Athènes, en Grèce. Il se trouve à proximité de la place Victoria, des quartiers Ágios Nikólaos et Kypséli.

## Source
- (el) Cet article est partiellement ou en totalité issu de l’article de Wikipédia en grec moderne intitulé « Άγιος Παντελεήμονας (Αθήνα) » (voir la liste des auteurs).